# Louis E. McComas
Louis E. McComas (Hagerstown, 1846. október 28. – Washington, 1907. november 10.) az Amerikai Egyesült Államok szenátora (Maryland, 1899–1905).